# Isoetella duriei
Isoetella duriei là một loài dương xỉ trong họ Isoetaceae. Loài này được Bory Gennari mô tả khoa học đầu tiên năm 1862.